# カミッロ・デ・ナルディス
カミッロ・デ・ナルディス（Camillo de Nardis, 1857年5月26日 - 1951年8月5日）はイタリアの作曲家、指揮者。カミーユ・デ・ナルディス（Camille de Nardis）と記載されている楽譜もある。
イタリア南部のオルソーニャに生まれ、ナポリのサン・ピエトロ音楽院で作曲を学び、1879年にディプロマを得た。1882年から1884年までサン・ピエトロ音楽院で、さらに1892年から1897年までパレルモの音楽院で教鞭を執った。1907年に再びサン・ピエトロ音楽院の教壇に立つとともに、パオロ・セッラーオ（en:Paolo Serrao）の跡を継いで1929年まで副院長を務めた。また、サン・カルロ劇場の指揮者にも就いている。1951年にナポリで没した。

## 作品
- トラエッタの「スターバト・マーテル」の主題による敬虔な前奏曲
- ペルゴレージの「スターバト・マーテル」への前奏曲
- 交響詩「宇宙の審判」